# Turulung
Turulung é uma comuna romena localizada no distrito de Satu Mare, na região histórica da Transilvânia. A comuna possui uma área de 57.62 km² e sua população era de 3851 habitantes segundo o censo de 2007.